# Залазнинская УЖД
Залазнинская узкоколейная железная дорога — лесовозная узкоколейная железная дорога существовавшая в Кировской области и на прилегающей территории Удмуртии. Связывала пристанционную часть города Омутнинска (на правом берегу Омутной) с Лыткинским лесозаготовительным участком ОАО «Залазнинсклес», следуя через специальные мосты через Омутную и Белую. На участке «Омутная» (в промышленном районе города) — «Северный» (бывший поселок лесозаготовителей) также осуществлялись пассажирские перевозки. Ширина колеи — 750 мм.
Управление дорогой располагалось в Белорецке.

## История
Действует с 1951 года в связи с началом лесозаготовок к востоку от села Залазна.
На протяжении некоторого времени действовало соединение с Рякинской узкоколейной железной дорогой (Белореченск — Томызь), пролегавшей севернее. С Омутнинской узкоколейной железной дорогой, пролегавшей по направлению Омутнинск — Чёрная Холуница, соединения никогда не было.

## Парк
Линия обслуживалась узкоколейными тепловозами и вагонами, построенными в городе Камбарка (Удмуртия).

## Станции и остановочные пункты
В основной черте Омутнинска:
- Омутная
- Нижний склад
- Лесозаводская

Вне пределов города:
- Ванниковский
- Белорецк
- разъезд Лесной
- 25 км
- пос. Северный
- Лытка
- Объездная 58 километра
- Вахтовый поселок